# Parnelli Jones
Rufus Parnell "Parnelli" Jones, född 12 augusti 1933 i Texarkana, Arkansas, död 4 juni 2024 i Torrance, Kalifornien, var en amerikansk racerförare, samt under en tid stallchef i formel 1. För det stallet, se Parnelli.

## Racingkarriär
Jones växte upp i Kalifornien, efter att ha flyttat ifrån Arkansas som liten, och tävlade under pseudonymen "Parnelli" som ung, då hans vän Billy Calder inte ville att Jones föräldrar skulle veta att Rufus Parnell tävlade med racingbilar. Naturligtvis upptäckte de det så småningom, men namnet Parnelli användes i racingsammanhang under hela hans karriär. Jones kom att bli en stor förare i USA, och en av få förare som vunnit både Indianapolis 500 och deltävlingar i Nascar Winston Cup Series. Han blev dock mest känd för sin vinst i just Indianapolis 500 1963, vilket blev en kontroversiell sådan, då skotten Jim Clark jagade honom under de sista varven, och kunde inte köra om på grund av att Jones bil spred olja över banan. Det ansågs av Clarks brittiska Lotusteam att Parnelli borde kallats in i depån, men han kunde ta målflaggan som segrare. Han bästa placering i USAC National Championship kom säsongen 1962, med en tredjeplats, vilket uppföljdes med en fjärdeplats säsongen 1963. Därefter tävlade han vidare, dock utan samma framgångar i Indycar-sammanhang, men tog en seger i Nascar så sent som 1970. Samma år vann han Iny 500 som ägare till Al Unsers bil, vilket han upprepade även 1971. Efter det gjorde Jones ett försök att nå framgångar i formel 1, med bland annat Mario Andretti som förare i teamet, men framgångarna uteblev.